# Championnats de Tunisie d'athlétisme 1977
Navigation
1976 1978
Les championnats de Tunisie d'athlétisme 1977 sont une compétition tunisienne d'athlétisme se disputant en 1977.
Cette édition, qui enregistre une large participation de clubs et d'athlètes, voit la réalisation de trois nouveaux records de Tunisie — celui du lancer du poids par Sawssen Chaâban, celui du saut en hauteur par Kawthar Akermi et celui du lancer du javelot par Wissem Chennoufi — et l'égalisation de deux autres par Abderrazak Belhassine au lancer du poids et Karim Ben Ayed au 200 m. En outre, le jeune Wahid Ayari bat le record de Tunisie juniors du 3 000 m steeple. Notons également la rentrée victorieuse de l'Espérance sportive de Tunis, qui remporte quatre victoires dont les deux relais masculins, et le triplé d'Ammar Chiha de la Jeunesse sportive kairouanaise.
Avec onze titres, la Zitouna Sports remporte le championnat devant l'Étoile sportive du Sahel (cinq titres).

## Palmarès
| Discipline            | Hommes                      | Hommes          | Femmes           | Femmes        |
| --------------------- | --------------------------- | --------------- | ---------------- | ------------- |
| 100 m                 | Karim Ben Ayed              | 11 s            | Monia Khrouf     | 13 s 1        |
| 200 m                 | Karim Ben Ayed              | 21 s 7          | Sarra Touibi     | 26 s 4        |
| 400 m                 | Mustapha Belgacem           | 49 s 3          | Sarra Touibi     | 58 s 5        |
| 800 m                 | Amor Lassoued               | 1 min 55 s 2    | Rachida Oueslati | 2 min 18 s 7  |
| 1 500 m               | Ammar Chiha                 | 3 min 53 s 2    | Rachida Oueslati | 4 min 43 s 5  |
| 3 000 m               |                             |                 | Jalila Douira    | 10 min 35 s 1 |
| 5 000 m               | Ammar Chiha                 | 15 min 3 s 3    |                  |               |
| 10 000 m              | Ammar Chiha                 | 30 min 50 s 2   | -                | -             |
| 100 m haies           |                             |                 | Hayet Hadfi      | 17 s 2        |
| 110 m haies           | Abdessatar Mouelhi          | 15 s 3          | -                | -             |
| 400 m haies           | Faouzi Mkaddem              | 54 s 9          | -                | -             |
| 3 000 m steeple       | Wahid Ayari                 | 9 min 14 s 1    | -                | -             |
| Relais 4 × 100 mètres | Espérance sportive de Tunis | 42 s 4          | Zitouna Sports   | 52 s 6        |
| Relais 4 × 400 mètres | Espérance sportive de Tunis | 3 min 24 s 1    | Zitouna Sports   | 4 min 16 s 5  |
| Saut en longueur      | Zouhair Fellah              | 6,45 m          | Zohra Azaïez     | 5,38 m        |
| Triple saut           | Ali Ajmi                    | 15,08 m         | -                | -             |
| Saut en hauteur       | Chiheb Achour               | 1,85 m          | Kawthar Akermi   | 1,67 m        |
| Saut à la perche      | Abdellatif Chekir           | 3,10 m          | -                | -             |
| Lancer du poids       | Abderrazak Belhassine       | 15,70 m         | Sawssen Chaâban  | 12,41 m       |
| Lancer du disque      | Mohamed Bahri               | 44,80 m         | Fethia Jerbi     | 44,00 m       |
| Lancer du marteau     | Youssef Ben Abid            | 52,08 m         | -                | -             |
| Lancer du javelot     | Ali Memmi                   | 72,04 m         | Wissem Chennoufi | 41,68 m       |
| 20 km marche          |                             |                 |                  |               |
| Décathlon             |                             |                 |                  |               |
| Pentathlon            |                             |                 |                  |               |
| Marathon              | Turki Chebbi                | 2 h 30 min 23 s |                  |               |